# Georg Meier (schaker)

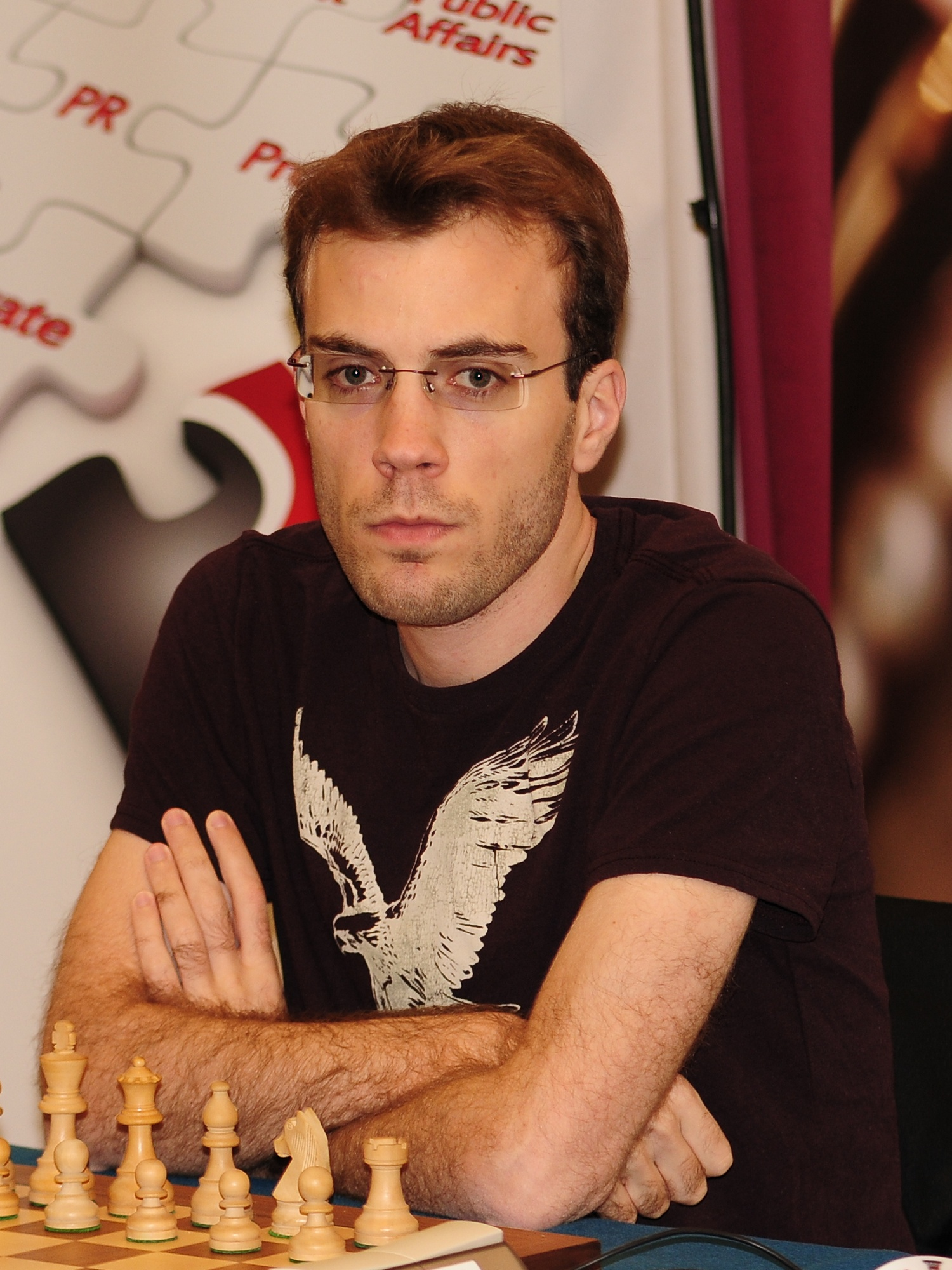
Georg Meier in 2013

Georg Meier (Trier, 26 augustus 1987) is een Duitse schaker met een FIDE-rating 2630 in 2017. Hij is sinds 2007 grootmeester (GM).

## Individuele resultaten
- In 2003 werd hij de eerste Duitse jeugdinternetkampioen in de categorie tot 18 jaar. In hetzelfde jaar werd hij in Willingen (Upland) Duits jeugdschaakkampioen in de categorie tot 16 jaar.
- Op 25 en 26 juni 2005 leverde het open rapidschaak-toernooi in Echternach zeven winnaars op: de Nederlander Marcel Peek, de Zweed Slavko Cicak, de Tsjech Vlastimil Jansa, de Oekraïner Aleksandar Berelovitsj, de Duitser Georg Meier, de Oekraïner Leonid Milov en de Duitser Florian Handke, ieder met 7.5 punt uit 9 ronden.
- In augustus 2006 won hij een First Saturday grootmeestertoernooi in Boedapest.
- Bij het Europees kampioenschap schaken 2007 in Dresden eindigde hij een half punt onder de winnaar Vladislav Tkachiev.
- In juli 2007 won hij in Frankfurt-Kalbach-Riedberg (stadsdeel van Frankfurt am Main) het open snelschaakkampioenschap van Hessen.
- Bij de 10e Europese kampioenschappen in 2009 in Budva eindigde hij als 12e met 7.5 pt. uit 11 partijen.[1]
- Ook in 2009 won hij het Duitse jeugdinternetkampioenschap in de categorie tot 25 jaar.
- In december 2009 won hij het toernooi Ciudad de Pamplona.
- In juli 2010 won hij het ZMDI-Open in Dresden en in december 2010 won hij het 34e Zürcher Weihnachtsopen. Bij de Europese Makkabiades in 2011 (in Wenen) en 2015 (in Berlijn) won Meier de gouden medaille bij het schaken.

## Resultaten in nationale teams
- Drie keer nam hij met het Duitse nationale team deel aan het toernooi om de Mitropa-Cup; in mei 2007, in Szeged, werd Duitsland derde.
- Met het 2e Duitse nationale team nam hij in 2008 in Dresden deel aan de Schaakolympiade en behaalde aan het eerste bord 7 pt. uit 9 partijen. Hij nam ook deel aan de Schaakolympiades 2012 en 2014.[2]
- In 2011 maakte Meier in Porto Carras (Chalkidiki, Griekenland) onderdeel uit van het Duitse team bij het Europees schaakkampioenschap voor landenteams; zij eindigden als eerste. Ook in 2009 in Novi Sad, in 2013 in Warschau en in 2015 in Reykjavik speelde hij voor het Duitse team.[3]
- In 2013 speelde hij bij het Wereldkampioenschap schaken voor landenteams in Antalya aan bord 2 van het Duitse team.[4]

## Schaakverenigingen
Als negenjarige was hij in Trier lid van schaakvereniging SK Zewen, later stapte hij over naar SC Trier-Süd, en daarna naar SC Bann. Sinds 2005 speelde hij voor SC Eppingen in de Duitse bondscompetitie; in 2007 stapte hij over naar Werder Bremen, in seizoen 2010/11 en opnieuw vanaf 2013 speelde Meier bij de OSG Baden-Baden, waarmee hij in 2011, 2014 en 2015 kampioen van Duitsland werd. In de Oostenrijkse bondscompetitie speelde Meier in seizoen 2009/10 aan bord 1 van de SG Holz Dohr Semriach, in seizoen 2010/11 speelde hij voor de SK Baden. Hij speelde ook in de Luxemburgse bondscompetitie. In Frankrijk speelt hij voor Vandoeuvre-Echecs, in Spanje voor Mérida Patrimonio en in België voor Fontaine. In de Zweedse bondscompetitie speelde Meier in seizoen 2015/16 voor SK Team Viking, in het seizoen 2016/17 speelt hij voor Malmö AS.

## Externe koppelingen
- (en)   Informatie over schaakpartijen van Georg Meier op ChessGames.com
- (en)   Informatie over schaakpartijen van Georg Meier op 365chess.com
- (en)  FIDE-ratinggegevens voor Georg Meier